# Hässelby Strand (métro de Stockholm)
Pour le quartier, voir Hässelby strand.
Hässelby Strand est une station terminus ouest de la ligne verte du métro de Stockholm. Elle est située sur la Fyrspannsgatan, dans le district Hässelby-Vällingby, à 18 km du centre ville de Stockholm, en Suède.
Mise en service en 1958, elle est desservie par les rames de la ligne T19 du métro de Stockholm.

## Situation sur le réseau

Plan du métro.

Établie en surface, la station Hässelby Strand est le terminus ouest en impasse de la ligne verte. Elle est située avant la station Hässelby Gård, en direction des stations terminus : Skarpnäck (branche sud-est), Farsta strand (branche sud) et Hagsätra (branche sud-ouest).
Elle est le terminus ouest en impasse de la ligne de circulation T 19, avant la station Hässelby Gård, en direction du terminus Hagsätra.

## Histoire
La station Hässelby Strand, terminus ouest en surface de la ligne verte, est mise en service le 18 novembre 1958, lors de l'ouverture à l'exploitation du prolongement depuis Hässelby Gård.
L'ancien bâtiment d'accès est fermé en 2013 et remplacé par une entrée provisoire. La nouvelle entrée, au rez-de-chaussée d'un immeuble est ouverte au mois de juin 2015.

## Services aux voyageurs

### Accès et accueil

Installations
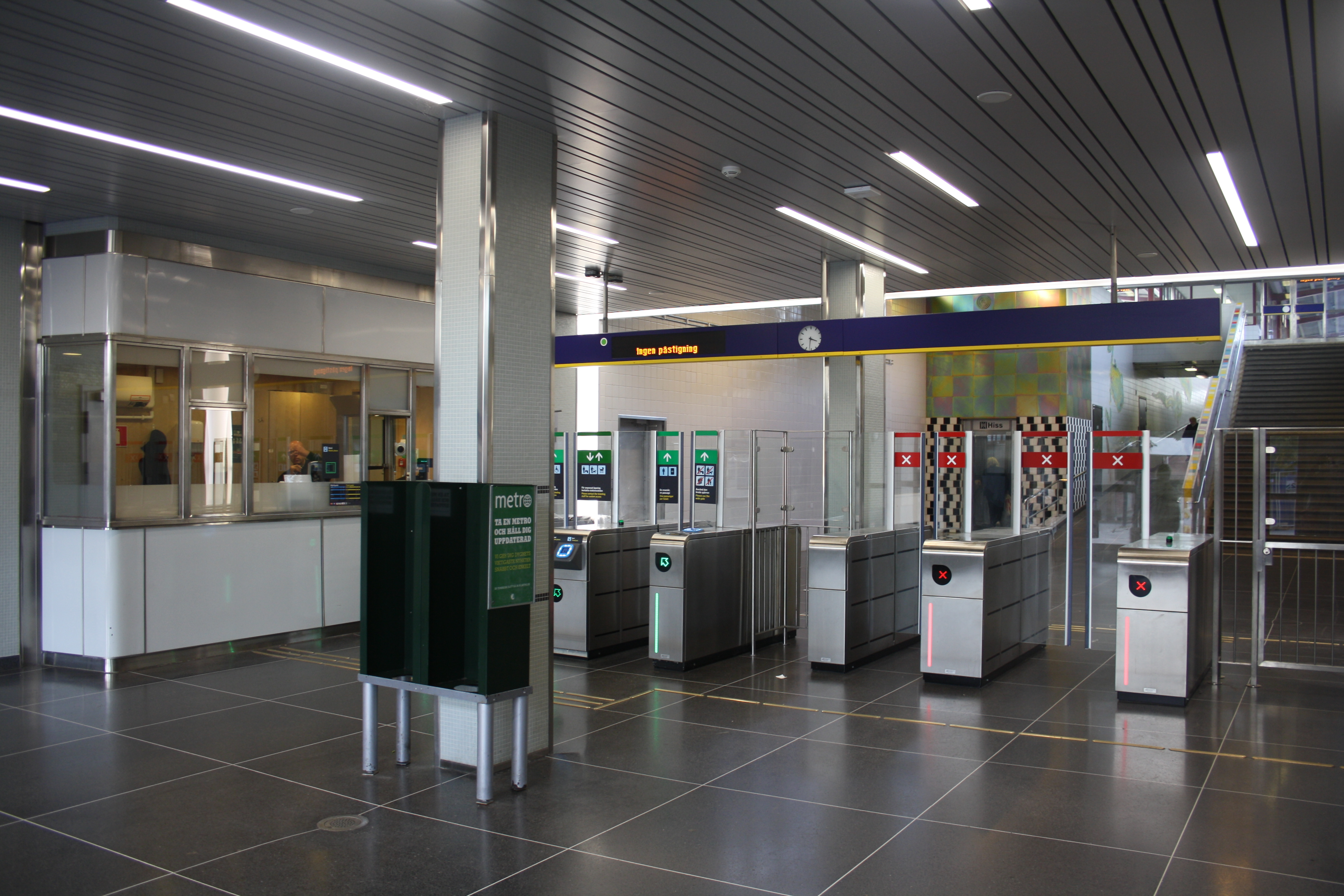
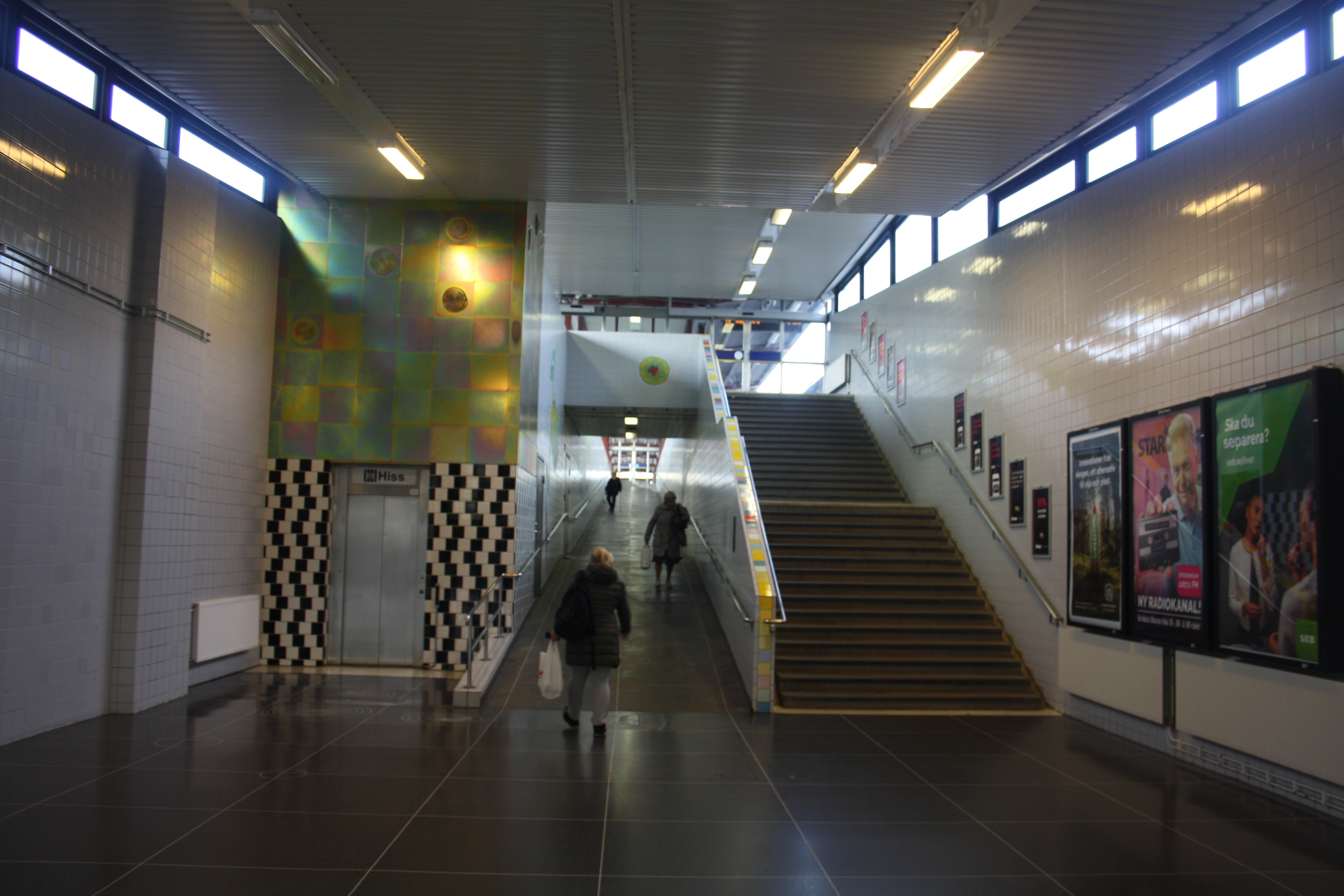
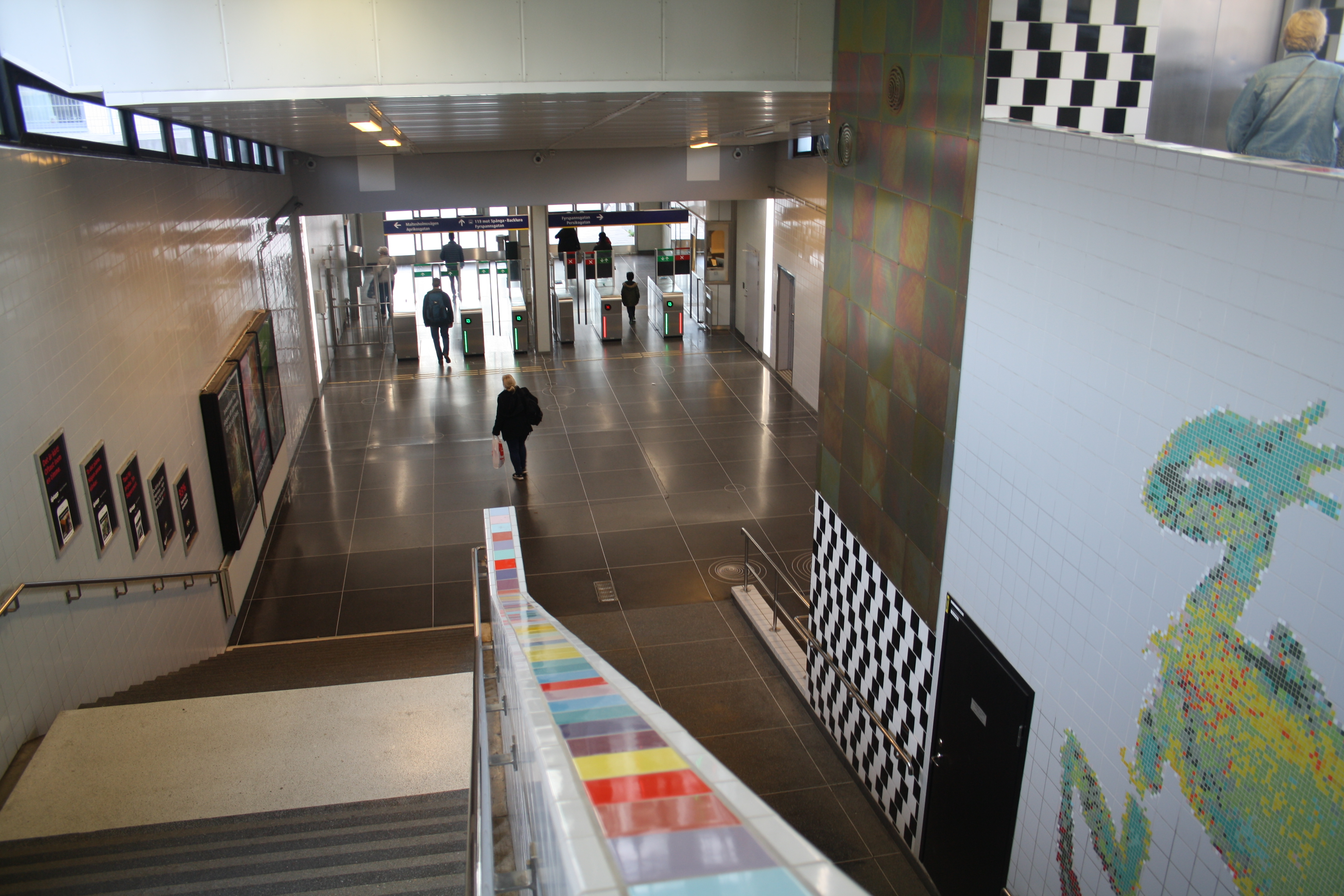

### Desserte

Installations et dessertes
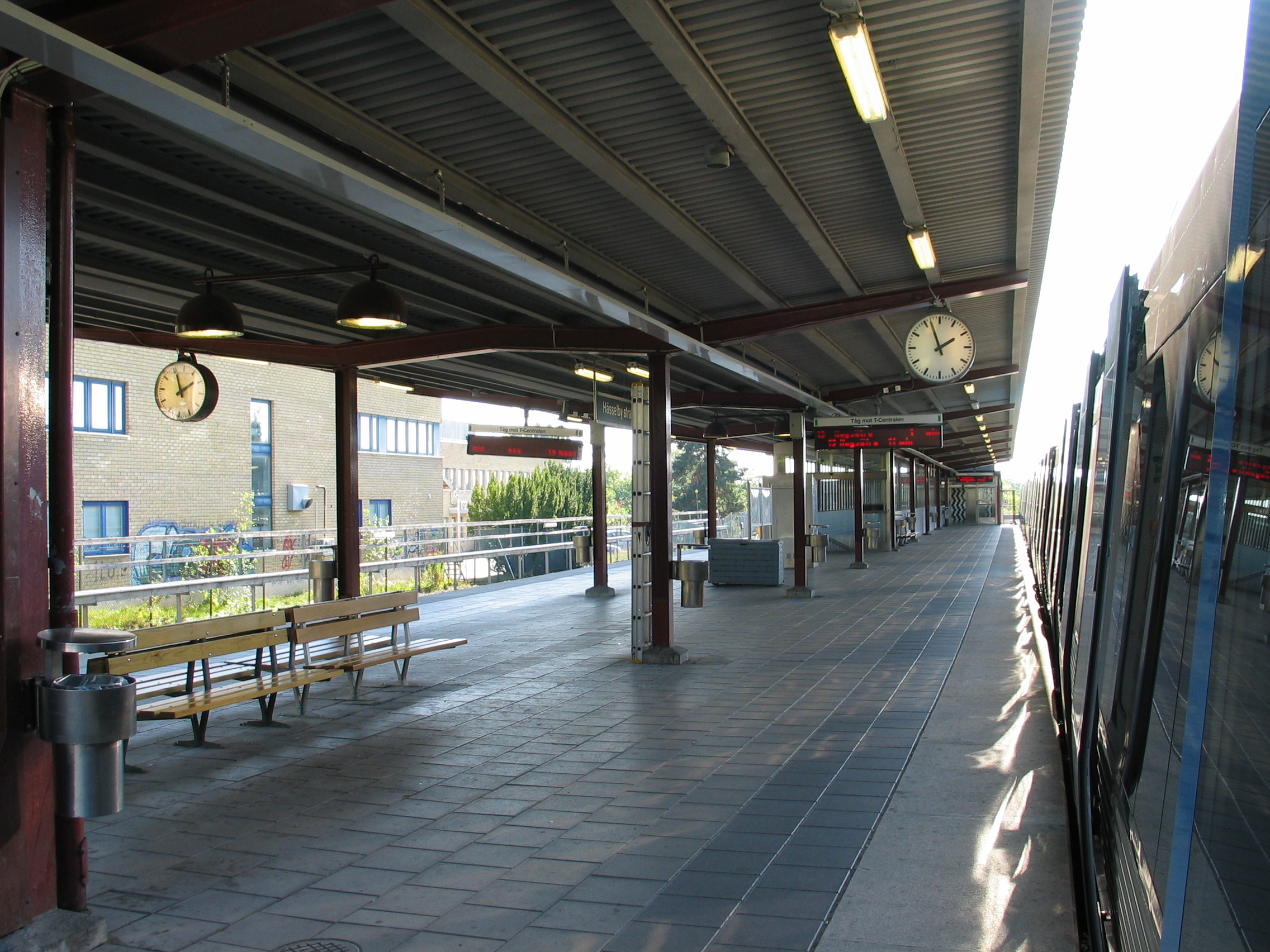
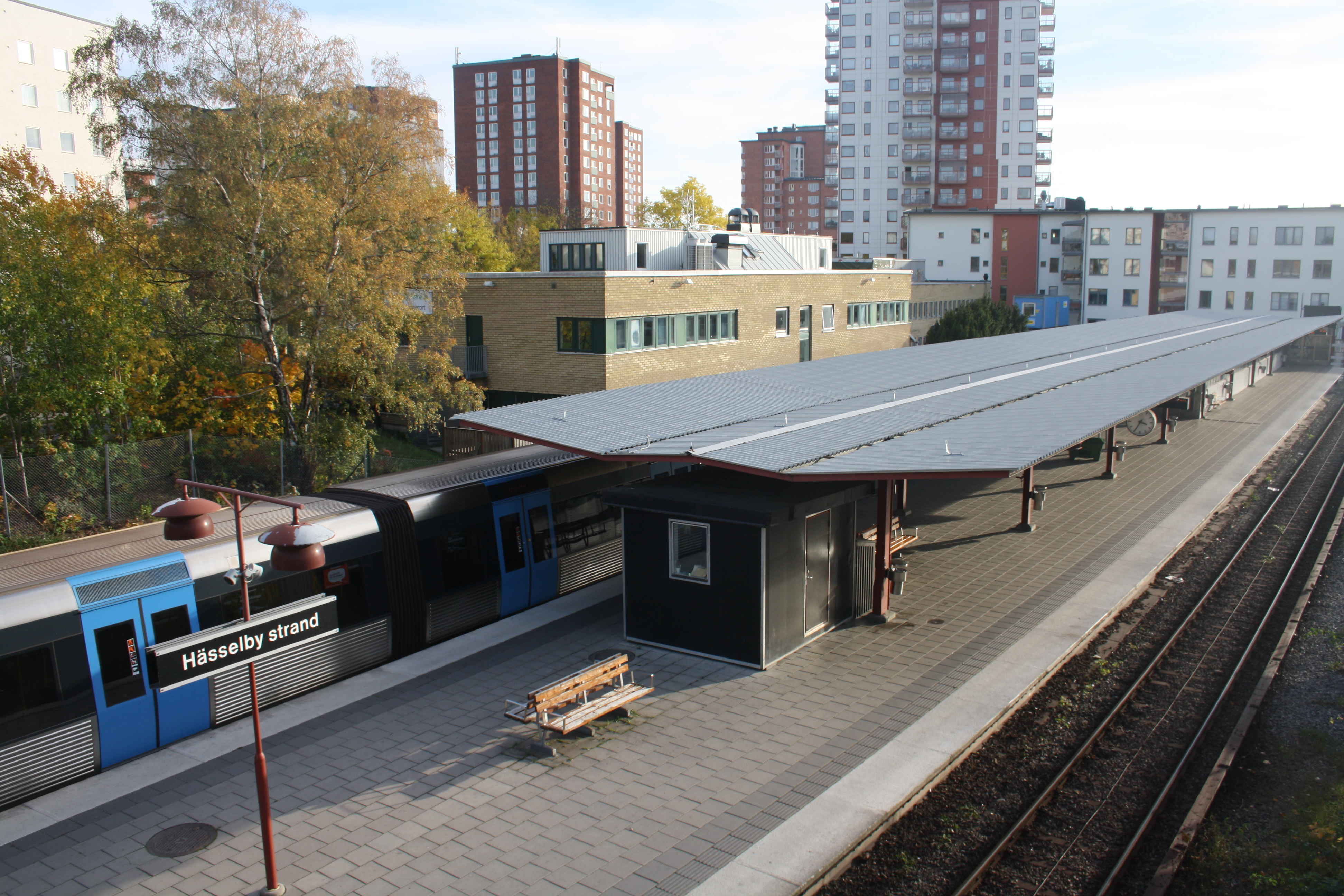
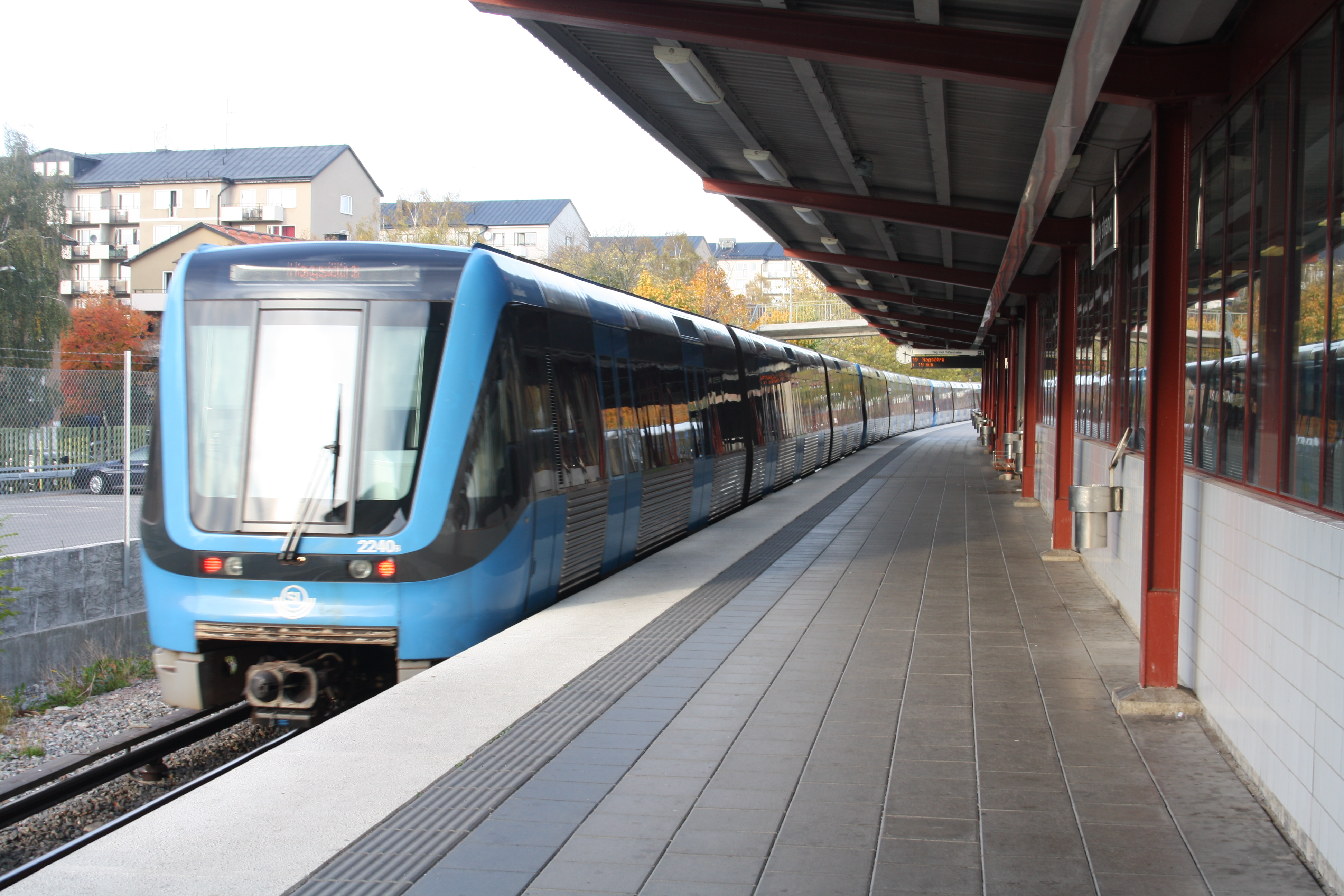

## L'art dans la station
La station dispose depuis 2000 de mosaïques réalisées par l'artiste Christian Partos (sv).